# Nasutowo
Nasutowo (deutsch Natztow) ist ein Dorf in der polnischen Woiwodschaft Westpommern. Es gehört zur Landgemeinde (gmina wiejska) Białogard (Landgemeinde Belgard) im Powiat Białogardzki.

## Geographische Lage
Nasutowo liegt zehn Kilometer südwestlich von Białogard. Die nördliche Gemeindegrenze wird von der Parsęta (Persante) gebildet.

## Ortsgeschichte
Natztow war ein altes Lehen derer von Wopersnow. Nach dem Tod von Nikolaus Friedrich wurde  das Lehen am 5. Januar 1724 zwischen seinen Brüdern, dem Rittmeister Georg Adrian und dem Leutnant Christoph Rüdiger von Wopersnow, aufgeteilt. Nach dem Tod von Christoph Rüdiger erbte zunächst Georg Adrian und zuletzt der Bruder Klaus Heinrich. Dessen Sohn Georg August wurde Lehensfolger. Allerdings besaß Heinrich Blatzer von Brockhausen noch die Hälfte des Gutes. Der Generalmajor Moritz Franz Kasimir von Wobersnow konnte am 24. März 1739 die Schulden tilgen. Dessen Sohn Georg August von Wobersnow erbte das Gut. Aber am 25. November 1773 wurde der gesamte Gutsbesitz an Hauptmann Anton von Kleist aus dem benachbarten Kamissow verkauft. Im Besitz dieser Familie blieb das Rittergut bis Kriegsende 1945, letzter Eigentümer war Kurt von Kleist.
1867 gab es 11 Wirtschaftsgebäude, eine Schule und in 13 Wohnhäusern wohnten  197 Menschen. Neben dem Gut gab es acht weitere landwirtschaftliche Betriebe. Im Jahre 1939 lebten noch 155 Einwohner in 36 Haushaltungen am Ort. Die Gemeindefläche umfasste 633,9 Hektar.
Natztow lag früher an der Grenze zum Fürstentum Cammin, die hier von der Persante gebildet wurde. Bis 1945 gehörte das Dorf zum Landkreis Belgard (Persante) und bildete mit den Gemeinden Kamissow und Sager das Amt Kamissow. Standesamtlich gehörte es nach Rarfin, zuständiges Amtsgericht war das in Belgard.
Letzte Amtsinhaber waren: Bürgermeister Karl Nettel, Amtsvorsteher Richard Schröter und Standesbeamter Otto Elert. Die polizeilichen Aufgaben nahm Landjägermeister Mau aus Vorwerk wahr.
Natztow wurde am 3. März 1945 von sowjetischen und polnischen Truppen besetzt. Die Bevölkerung wurde nach Kriegsende vertrieben. Das Dorf kam zu Polen und gehört heute mit dem Namen Nasutowo zur Gmina Białogard.

## Kirche
Kirchlich war Natztow geteilt: die Bauerngemeinde gehörte zum Kirchspiel Rarfin, während die Gutsgemeinde dem Kirchspiel Standemin angehörte. Beide Kirchspiele lagen bis 1945 im Kirchenkreis Belgard (Kirchenprovinz Pommern) der evangelischen Kirche der Altpreußischen Union.
Im Jahre 1940 gehörten zum Kirchspiel Rarfin 1412 Gemeindeglieder, zu Standemin 1181. Letzte deutsche Pfarrer waren Günther-Gerhard Henning in Rarfin und Siegfried Pagel in Standemin, wobei letzterer wegen seines Heeresdienstes nach 1937 von seinem Rarfiner Amtsbruder vertreten wurde.
Heute liegt Nasutowo im Kirchspiel Koszalin (Köslin) in der Diözese Pommern-Großpolen der polnischen Evangelisch-Augsburgischen Kirche. Kirchort ist Białogard.

## Schule
Bereits im Jahre 1867 gab es in Natztow ein Schulgebäude. Die einklassige Volksschule wurde zuletzt und für lange Zeit von Lehrer Richard Schröter geleitet.